# Antonio Dónovan
Antonio Dónovan (Buenos Aires, 26 de abril, de 1849 - Federal, provincia de Entre Ríos, 14 de agosto de 1897) fue un militar argentino que participó en la Guerra del Paraguay, en las últimas guerras civiles argentinas y en las campañas previas a la Conquista del Desierto. Fue el segundo gobernador del Territorio Nacional del Chaco, desde la Organización de los Territorios Nacionales de 1884 (Ley 1532), entre el 15 de abril de 1887 al 18 de agosto de 1893 (dos períodos).

## Inicios y Guerra del Paraguay
Hijo del doctor Cornelius Donovan Crowley y de Mary Atkins Brown, en 1863 – tras la muerte de su padre – se enroló en el Batallón de Infantería N.º 2 sin autorización de su madre, por lo que fue dado de baja por orden directa del ministro de Guerra y Marina, el general Gelly y Obes. Poco después logró conseguir la autorización materna y se incorporó al Regimiento de Artillería Ligera, en julio de 1864, y fue destinado a la isla Martín García.
Tras la invasión paraguaya de Corrientes participó en la efímera reconquista de esa ciudad por las fuerzas del general Wenceslao Paunero. A sus órdenes participó en la batalla de Yatay, del 17 de agosto de 1865. Participó también en el sitio de Uruguayana.
En abril del año siguiente participó en la captura de la Fortaleza de Itapirú, y en las batallas de Estero Bellaco, Tuyutí, Yatayty Corá, Boquerón, Sauce y Curupaytí. El 31 de octubre fue dado de baja del Ejército Argentino, sin que haya quedado referencia de la causa.
Se reincorporó al Ejército en junio del año siguiente, en el Batallón de Infantería de Línea N.º 2, con el grado de capitán. Participó en la campaña en que fuerzas nacionales enfrentaron y derrotaron al general Nicanor Cáceres, defensor del gobierno legal de esa provincia. En 1869, su regimiento pasó a Córdoba.
Regresó al frente paraguayo en mayo siguiente, destinado en varios destinos, pero no alcanzó a combatir. Regresó a Buenos Aires a fines de ese año.

## Rebelión de López Jordán
Al estallar en la provincia de Entre Ríos la rebelión de Ricardo López Jordán, acompañó al coronel Luis María Campos como ayudante, sin haber comunicado esa decisión a su regimiento, que lo dio de baja del mismo. No obstante, a órdenes de Campos participó en la batalla de Santa Rosa y en otros combates menores.
En mayo de 1871, recién llegado a la provincia de Buenos Aires, combatió contra los indígenas en la zona de Tapalqué. Posteriormente pasó a Martín García.
En junio de 1873 fue destinado a Paraná, participando en la lucha contra la segunda rebelión de López Jordán. En la batalla de Don Gonzalo, del 9 de diciembre de ese año, la infantería al mando del mayor Dónovan tuvo una actuación decisiva para hacer retroceder a los federales.
En febrero del año siguiente pasó a ser ayudante del ministro de guerra, Martín de Gainza. A órdenes del coronel Julio Campos participó en la campaña contra los revolucionarios del año 1874.
Por esos años compró un campo en la zona norte de la provincia de Entre Ríos, donde sería fundada la localidad de Federal.

## Campañas al desierto y rebelión porteña
En febrero de 1875 pasó a Gualeguaychú, en Entre Ríos, ascendiendo al grado de teniente coronel. En enero del año siguiente, trasladado nuevamente a Buenos Aires, participó en el avance de las fronteras ordenado por el ministro Adolfo Alsina, participando en la ocupación del punto estratégico de Carhué, pasando después a las guarniciones de Puán, Azul y Olavarría. En este último lugar dirigió las tropas nacionales en una batalla contra los jefes indígenas Namuncurá y Juan José Catriel, el 6 de agosto de 1876, recuperando unas de 50.000 cabezas de ganado vacuno.
Fue ascendido al grado de coronel en junio de 1877. Participó en varios combates más contra los indígenas en los años siguientes, y en las expediciones de avanzada que prepararon la conquista del Desierto del año 1879, de la que no participó por haber sido incorporado al Colegio Militar de la Nación y ocupar la guarnición de la ciudad de Zárate.
Participó en la represión de la revolución porteña de 1880, comandando el Regimiento de Infantería N.º 8 en las batallas de Puente Alsina y Corrales.

## El Regimiento 1 de Infantería y el Chaco
En febrero de 1883 fue nombrado Jefe del Regimiento de Infantería N.º 1. Dos años antes había sido uno de los fundadores del Círculo Militar.
En agosto de 1886 fue ascendido al grado de general, y provisoriamente puesto al mando de la 1.ª División de Ejército; fue posteriormente director del Parque de Artillería, Jefe de Estado Mayor de las fuerzas destacadas en el Chaco, con sede en Resistencia. Entre 1897 y 1891 fue gobernador del Territorio Nacional del Chaco, y hasta fines del año 1895 continuó siendo el comandante de todas las tropas militares del Chaco, pasando posteriormente a retiro.
Durante su gobernación creó el escudo del Territorio Nacional del Chaco Austral por Decreto del 12 de octubre de 1888, que en su artículo 2.º dispuso: Adoptar como escudo del Territorio sobre fondo azul en los dos cuarteles superiores, y blanco en los inferiores, tintas de la Bandera Nacional, una palmera, símbolo de la fertilidad y clima del Chaco, a cuyo pie se colocará un arado, representando la agricultura, el trabajo y la civilización a que el hombre debe y de los que espera todos sus progresos
En ocasión de la visita del entonces gobernador del Territorio Nacional del Chaco Austral, general Antonio Donovan a la localidad de General Vedia, los habitantes de la nueva colonia adornaron el camino de acceso brindándole así su caluroso homenaje.
Utilizaron como motivo ornamental dos palmeras que existían a ambos lado del camino y al pie de cada una fue colocado un arado completando el conjunto con banderas argentinas.
Sorprendido y emocionado por la sencilla y emotiva expresión de los hombres de trabajo, el general Donovan manifestó su interés por utilizar ese motivo para la creación del escudo del Chaco.
Falleció en su estancia en Federal el 14 de agosto de 1897.
Casado con Cándida Rosa Blanco, el primero de julio de 1872 con 23 años de edad, en la Parroquia Nuestra Señora de Montserrat de la Ciudad de Buenos Aries, con el rango de Sargento Mayor de Línea. Producto del matrimonio concibieron 12 hijos. Su nieto Carlos Alberto Dónovan y Salduna murió en un accidente, y en su memoria fue compuesta la Marcha del Teniente Dónovan, utilizada por la caballería argentina.
A octubre del año 2019, del producto del matrimonio se ha logrado identificar a 8 de sus 12 hijos, producto del matrimonio con sus respectivas fechas de bautismo, todas de la parroquia Nuestra Señora de Montserrat de Buenos Aires:
- Benito Cornelio Florencio Donovan (b. 24 de mayo de 1873)
- María Clotilde Florencia Donovan (b. 20 de agosto de 1874)
- María Elisa Donovan (b. 6 de enero de 1881)
- Antonio Donovan (b. 26 de noviembre de 1886)
- Eduardo Argentino Samuel Donovan (b. 14 de junio de 1890)
- María Lucia Cándida Donovan (b. 1 de junio de 1892)
- Ricardo Enrique Donovan (b. 4 de noviembre de 1893)
- Juan María Donovan (b. 11 de marzo de 1897)